# Orbigny, Indre-et-Loire

Orbigny este o comună în departamentul Indre-et-Loire, Franța. În 1 ianuarie 2022 avea o populație de 711 de locuitori.